# 长安公园站
长安公园站是石家庄地铁2号线的地铁车站，位于中华人民共和国河北省石家庄市长安区建设北大街与健康路交叉口南侧，于2020年8月26日开通。

## 车站结构
长安公园站位于建设北大街与健康路交叉口南侧，沿建设北大街呈南北向布置，为地下两层岛式站台车站，车站长225.7米，标准段宽21.1米，车站地下一层为站厅层，地下二层为站台层，站台设置全高站台门。
| 地面              | 出入口 | A、C、D出入口                                                                                               |
| 地下一层          | 站厅   | 客服中心、自动售票机、验票机                                                                                |
| 地下二层          | 站台   | \| \| \| █ 2号线往柳辛庄（建和橋） \| \| 島式 · 開左邊车门 \| \| \| \| \| \| █ 2号线往嘉华路（北國商城） \| |
|                   |        | █ 2号线往柳辛庄（建和橋）                                                                                   |
| 島式 · 開左邊车门 |        | |
|                   |        | █ 2号线往嘉华路（北國商城）                                                                                 |

## 车站出口
长安公园站目前开放3个出入口，各出口及周围设施如下所示：
| 出口编号                             | 照片 | 地点                               | 可到达目的地           |
| ------------------------------------ | ---- | ---------------------------------- | ---------------------- |
| 出口 · A · 扶手电梯标志              |      | 建设北大街（东侧），健康路（南侧） | 长安公园               |
| 出口 · C · 扶手电梯标志              |      | 建设北大街（西侧）                 | 蜂巢购物中心，长安花苑 |
| 出口 · D · 升降机标志 · 扶手电梯标志 |      | 建设北大街（西侧），健康路（南侧） | 河北医科大学第四医院   |
| 註： 設有 \| 設有扶手電梯            |      |                                    |                        |

## 接驳交通

### 公交车
- 长安公园(省四院)：2路，5路，10路，18路，41路，51路，64路，88路，89路，106路，131路，519路，副89路，新乐专1路

## 历史
- 2020年8月26日，本站随2号线通车一同开通[1]。
- 2021年1月9日，受新冠疫情影响，车站暂停运营[3]。2月19日，车站恢复运营[4]。
- 2022年8月28日，受新冠疫情影响，车站暂停运营[5]。9月6日，车站恢复运营[6]。